# Condado de Cape May
O Condado de Cape May é um dos 21 condados do Estado americano de Nova Jérsei. A sede do condado é Cape May Court House, e sua maior cidade é Cape May. 
O condado possui uma área de 1 607 km² (dos quais 955.7 km² estão cobertos por água), uma população de 95 263 habitantes, e uma densidade populacional de 146 hab/km² (segundo o censo nacional de 2020), uma redução de 7 063 habitantes (6.90%) desde os anos 2000. O condado foi fundado em 1685.